# Valleriíta
La valleriíta es un mineral de la clase de los minerales sulfuros, y dentro de esta pertenece al llamado “grupo de la valleriíta”. Fue descubierta en 1870 en Ljusnarsberg y Kopparberg (Suecia), siendo nombrada así en honor de Goran Wallerius (Vallerius), químico y geólogo sueco del siglo XVIII.

## Características químicas
Es un complejo formado por sulfuro de hierro y cobre y por hidróxido de magnesio y aluminio, que cristaliza en el sistema cristalino hexagonal. Puede ser confundida con la mackinawita. Además de los elementos de su fórmula, suele llevar como impurezas: níquel, calcio, potasio, sodio y silicio.

## Formación y yacimientos
Aparece como un producto de la alteración de la calcopirita en rocas de tipo cromititas y dunitas, también en carbonatitas con minerales del cobre reemplazando a la magnetita, así como en rocas ultramáficas serpentinizadas y uralizadas conteniendo minerales del cobre y níquel. Es un mineral discreto, ahora reconocido en un gran número de localidades de todo el mundo.
Suele encontrarse asociado a otros minerales como: calcopirita, cubanita, pirrotita, troilita, millerita, pentlandita, pirita, marcasita, mackinawita, tochilinita o magnetita.